# Миндон
Миндон Мин (бирм. မင်းတုန်းမင်း; 8 июля 1808, Амарапура — 1 октября 1878, Мандалай) — король Бирмы династии Конбаун с 1853 до его смерти. Самый популярный и уважаемый король этой династии.
При предыдущем короле Паган Мине (1848—1853) прошла Вторая англо-бирманская война, закончившаяся в 1852 году тяжёлым поражением, англичане аннексировали Нижнюю Бирму. Миндон и его младший брат принц Ка Наун свергли своего сводного брата короля Пагана и установили мир с англичанами. В течение всего правления король Миндон развивал оставшуюся часть страны, защищая её от британцев, умело ведя переговоры и модернизируя страну.
Миндон перенёс столицу государства в 1857 году из Амарапуры в новый город Мандалай, а затем привлёк своего младшего брата Ка Науна к управлению и модернизации страны. Миндон посылал дипломатические миссии, учёных и студентов в Европу и США изучать современную промышленность и экономику. Король поощрял развитие экономики, искусств и литературы, а также создал торговую флотилию пароходов для плавания через Суэцкий канал. При помощи брата он провёл ряд реформ в области административного устройства, налогообложения и судебной системы, чтобы ослабить могущество крупных феодалов и централизовать свои владения.

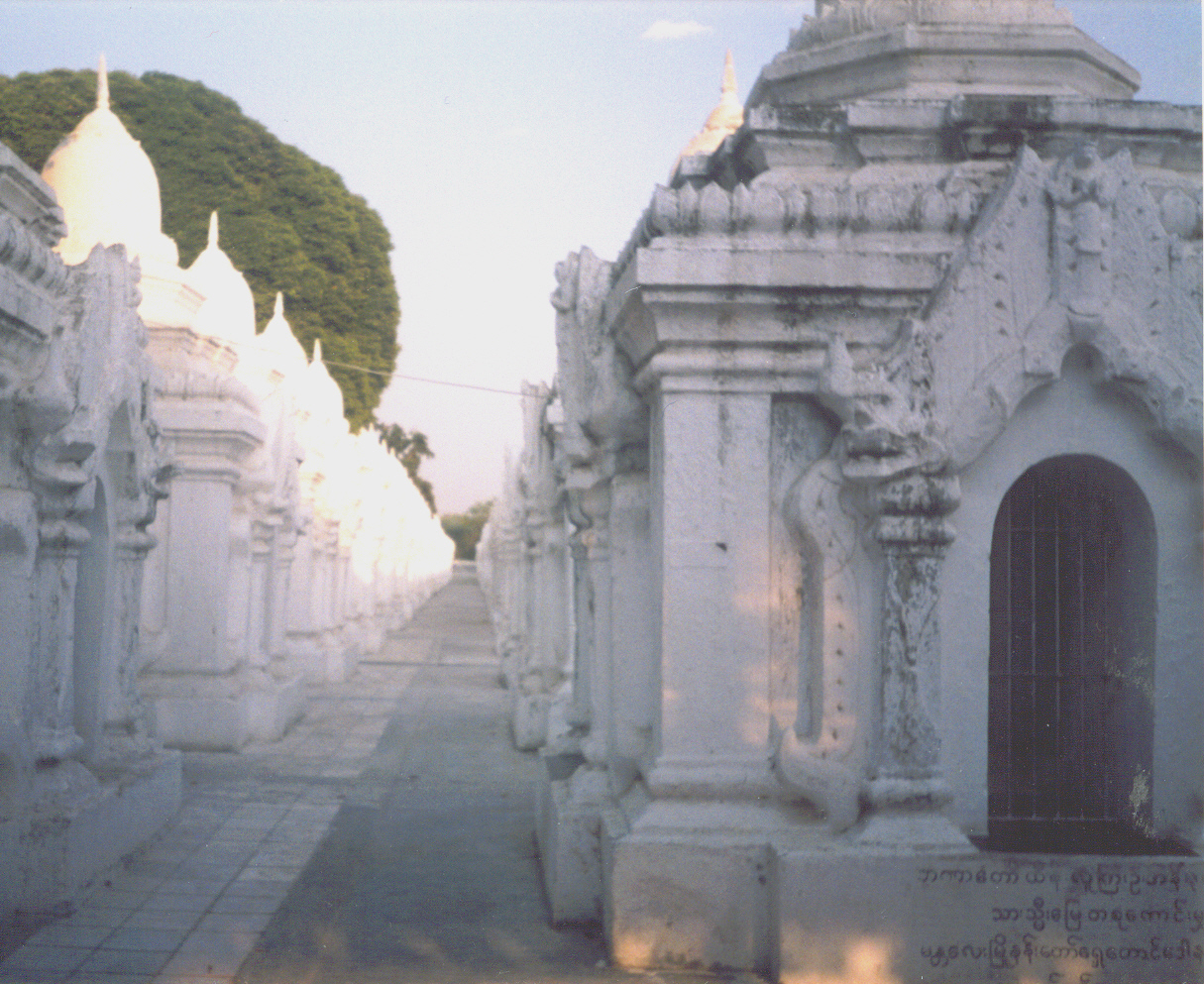
Высеченная на мраморе трипитака в Куто-до Пайя

Миндон провёл в Мандалае Пятый Буддийский собор, куда съехалось две с половиной тысячи монахов со всего мира. Во время собора была изготовлена самая большая в мире книга Ти-Педикут из 729 страниц с палийским буддийским каноном, текст был высечен на мраморе. Она доступна для посетителей в Мандалае в храме Кутодо. Миндон покрыл золотом пагоду Шведагон в Рангуне, занятом британцами.
Миндон был ранен мечом убийцы, последние дни за ним ухаживала королева Схинпхьумашин, которая в ужасе от покушения приказала убить всех потенциальных наследников престола, кроме своей дочери и её мужа. Почти все члены королевской фамилии приглашались к умирающему королю, якобы на прощание, и безжалостно убивались.
Когда в 1878 году трон унаследовал сын Миндона Тибо Мин, он довёл страну до краха, и Мандалай был занят британцами в ноябре 1885 года.